# 4C 37.11
4C 37.11 (Galaxy 0402+379) とは、地球から見てペルセウス座の方向に7億5000万光年離れた位置にあるセイファート銀河である。

## 連星ブラックホール
4C 37.11は、他の多くの銀河と同じく、中心部に超大質量ブラックホールを持つが、そのブラックホールは連星関係にある。4C 37.11の連星ブラックホールは、合計の質量が太陽の約1500万倍もあり、銀河系の中心部にあるブラックホールの3.5倍の質量を持つが、ブラックホール同士の距離はわずか24光年しか離れていない。これは、確実に連星系であると判明している超大質量ブラックホールの中では、最も近い距離にある連星ブラックホールである。4C 37.11の場合は、非常に接近した2つの強力な電波源として分離して観測された。ブラックホールは、互いの重心を15万年かけて公転していると考えられている。
4C 37.11のような超大質量ブラックホールの連星は、銀河同士の合体によって生じると考えられている。

## 重力波
4C 37.11の連星ブラックホールは、重力波の放出によって少しずつ軌道が小さくなっており、最終的には合体して1つのブラックホールになると考えられている。合体時にはとても強力な重力波が放出されると考えられている。しかし、ブラックホールの軌道落下はとても遅く、100京年 (1018年) もかかると考えられている。

## 他の天体との比較
銀河系の中心部にある超大質量ブラックホールのいて座A*の周辺には、中間質量ブラックホールのGCIRS 13Eがわずか3光年の軌道を持つと言われているが、現在ではGCIRS 13Eの正体がブラックホールであるという明確な証拠はない。また、クエーサーのOJ 287には、太陽の180億倍もの質量を持つ超大質量ブラックホールの周辺を12年周期で公転する、やはり太陽の1億倍もの質量を持つ超大質量ブラックホールが公転していると言われており、正しければ4C 37.11の連星ブラックホールよりも近い軌道にある事になるが、連星として分離して観測されたわけではない。